# Udzungwawachtel
Die Udzungwawachtel (Xenoperdix udzungwensis) ist eine Art aus der Familie der Fasanenartigen. Sie kommt ausschließlich in Tansania vor und wurde erst 1994 wissenschaftlich beschrieben. Steve Madge nennt sie eine der aufregendsten ornithologischen Entdeckungen im ausgehenden 20. Jahrhundert. Einem Ornithologen fielen in einem tansanischen Waldcamp die sporenlosen Läufe dieses Hühnervogels auf. Dadurch angeregte Nachforschungen führten zur Entdeckung und Erstbeschreibung der Art.

## Erscheinungsbild
Udzungwawachteln erreichen eine Körperlänge von 29 Zentimetern und wiegen 220 Gramm. Ein Geschlechtsdimorphismus ist nicht vorhanden. Beide Geschlechter haben eine schwarze Stirn. Die Kopfoberseite und der Nacken sind olivbraun. Kinn und Kehle sowie Teile der Ohrflecken sind rötlich. Ein Fleck hinter den Augen ist rotbraun mit dunkleren Streifen. Brust, Flanken und Körperunterseite sind grau, wobei jede Feder einen ovalen schwarzen Fleck aufweist. Die Körperoberseite ist olivbraun mit rötlichbraunen und schwarzen Querstreifen. Der Schwanz besteht aus 14 Federn, was sie unter anderem von den Waldrebhühnern (Arborophila) unterscheidet. Die Läufe weisen keine Sporen auf und der Schnabel ist klein und rot.
Die Udzungwawachtel weist insgesamt Merkmale auf, die eher zu in Asien verbreiteten Fasanenvögeln passt. Es wird daher vermutet, dass es sich wie beim Kongopfau um ein Relikt aus dem Miozän handelt, als sich der Tethys-Ozean kurz schloss und es so zu einem Austausch von Tieren zwischen Afrika und Indien kommen konnte. Mittlerweile ist auch anhand von Genanalysen die Verwandtschaft zwischen der Udzungwawachtel  und den südostasiatischen Waldrebhühnern  belegt.

## Verbreitung und Lebensweise

Verbreitungsgebiet der Udzungwawachtel in Tansania.
X. u. obscurata
X. u. udzungwensis

Die Udzungwawachtel kommt nur in wenigen Gebirgen in Tansania vor. Ihr Lebensraum sind immergrüne Bergwälder in Höhenlagen zwischen 1350 und 1950 Metern. Die Udzungwawachtel lebt gewöhnlich in kleinen Gruppen von bis zu acht Individuen. Einzelne Udzungwawachteln werden jedoch gleichfalls beobachtet. Ihre Nahrung findet die Udzungwawachtel, indem sie auf dem Waldboden scharrt. Die Nahrung besteht zu einem großen Teil aus Wirbellosen sowie einigen Sämereien.

## Entdeckungsgeschichte und Systematik
Die Möglichkeit, dass es in den Bergen Tansanias eine noch unbeschriebene Art oder gar Gattung geben könne, wurde vier dänischen Biologen bewusst, als ihnen in dem für sie zubereiteten Kochtopf Hühnervogelfüße auffielen, die keine Sporen aufwiesen. Bereits zuvor hatten sie eine Gruppe von Hühnervögeln gesehen, die sie an Frankoline erinnerten. Die Vögel hatten eine auffällig abweichende Gefiederfärbung gegenüber den Frankolinarten, die sie in ihren Bestimmungsbüchern fanden. Die Biologen schlossen jedoch nicht aus, dass die Diskrepanz auf die unzureichende Bebilderung ihrer Bestimmungsbücher zurückzuführen war. Sie beobachteten die Vögel nicht weniger als 85 Mal, bevor es einem ihrer ortskundigen Führer gelang, zwei der Tiere in einer Schlinge zu fangen. Die wissenschaftliche Beschreibung der neu entdeckten Art, die in eine eigene Gattung gestellt wurde, erfolgte 1994.
Im Jahr 2000 wurden in den Rubeho-Bergen, in 150 Kilometern Entfernung zum bisher bekannten Vorkommen, Vögel beobachtet, die man zunächst als weitere Population der Udzungwawachtel ansah. Der tansanische Ornithologe Jacob Kiure kehrte 2001 gemeinsam mit Jon Fjeldså in dieses Gebiet zurück. Fjeldså war bereits an der wissenschaftlichen Erstbeschreibung der Udzungwawachtel beteiligt gewesen. Ihnen fiel auf, dass die Vögel dieser Population nicht nur erheblich kleiner als die weiter südlich vorkommenden Tiere waren, sondern, dass sie sich auch in Hinblick auf ihr Gefieder deutlich von diesen unterschieden. Die neu entdeckten Vögel wurden 2005 unter der Bezeichnung Xenoperdix obscurata als zweite Art der Gattung Xenoperdix beschrieben. Da sich beide Populationen in ihrer mitochondrialen DNA aber kaum unterscheiden gilt die Population aus den Rubeho-Bergen heute nur noch als Unterart (Xenoperdix udzungwensis obscurata) der Udzungwawachtel.
Die Udzungwawachtel ist ein waldbewohnender Hühnervögel, der enger mit den Waldrebhühnern Südostasiens als mit den äußerlich ähnlichen, afrikanischen Frankolinen verwandt ist. Es wird daher vermutet, dass es sich wie beim Kongopfau bei der Art um ein Relikt aus dem Miozän handelt, als sich der Tethys-Ozean kurz schloss und es so zu einem Austausch von Tieren zwischen Afrika und Indien kommen konnte. Mittlerweile ist auch anhand von Genanalysen die Verwandtschaft zwischen der Udzungwawachtel und den südostasiatischen Waldrebhühnern, sowie der Schwarzwachtel (Melanoperdix nigra), der Straußwachtel (Rollulus rouloul) und der Augenwachtel (Caloperdix oculea), die ebenfalls alle in Südostasien vorkommen, belegt. Zusammen mit der Udzungwawachtel bilden die südostasiatischen Wachteln die Unterfamilie Rollulinae in der Familie der Fasanenartigen (Phasianidae).

## Gefährdung
Aufgrund des kleinen Verbreitungsgebietes beurteilt die IUCN den Bestand der Udzungwawachtel als gefährdet. 2022 wurde geschätzt, dass es nur 2000 bis 2700 adulte Exemplare gibt. Die Population unterliegt jedoch starken Schwankungen.

## Belege

### Einzelbelege
1. ↑  
Steve Madge, Phil McGowan und Guy M. Kirwan: Pheasants, Partridges and Grouse – A Guide to the Pheasants, Partridges, Quails, Grouse, Guineafowl, Buttonquails and Sandgrouse of the world, Christopher Helm, London 2002, ISBN 0-7136-3966-0, S. 252
2. 1 2  
Lars Dinesen, Thomas Lehmberg, J.O. Svendsen, L.A. Hansen & J. Fjeldså 1994: A new genus and species of perdicine bird (Phasianidae, Perdicini) from Tanzania: a relict form with Indo-Malayan affinities. Ibis 136(1): 3–11. doi: 10.1111/j.1474-919X.1994.tb08125.x
3. ↑   Madge et al., S. 252
4. ↑   Couzon, S. 183
5. ↑   Couzon, S. 183–185
6. ↑   Couzon, S. 182
7. ↑  
Rauri C.K. Bowie, Jon Fjeldså (2005): Genetic and morphological evidence for two species in the Udzungwa forest partridge. Journal of East African Natural History 94 (1): 191–201. doi:10.2982/0012-8317(2005)94[191:GAMEFT]2.0.CO;2
8. ↑  
P. J. K. McGowan, D. A. Christie und E. de Juana (2020). Udzungwa Partridge (Xenoperdix udzungwensis), Version 1.0. In Birds of the World (J. del Hoyo, A. Elliott, J. Sargatal, D. A. Christie und E. de Juana, Hrsg.). Cornell Lab of Ornithology, Ithaca, NY, USA. doi: 10.2173/bow.udzpar1.01
9. ↑   Couzon, S. 183
10. ↑   Couzon, S. 183–185
11. ↑  
Rebecca T. Kimball, Peter A. Hosner, Edward L. Braun: A phylogenomic supermatrix of Galliformes (Landfowl) reveals biased branch lengths. Molecular Phylogenetics and Evolution, Volume 158, Mai 2021, 107091, doi:10.1016/j.ympev.2021.107091
12. ↑  Xenoperdix udzungwensis in der Roten Liste gefährdeter Arten der IUCN 2023.1. Eingestellt von: BirdLife International, 2021. Abgerufen am 27. Februar  2024.